# Julyana Silva
Julyana Cristina Silva (Rio de Janeiro, 5 de maio de 1996) é uma atleta paralímpica brasileira da classe F57, destinada a pessoas com amputação dos membros inferiores, e compete nas provas de arremesso de peso e lançamento de disco.

## Biografia
Julyana nasceu com uma malformação congênita na perna direita, que precisou ser amputada ainda na infância. Ela começou no esporte paralímpico ainda em 2008, na natação, na qual competiu até 2012. Nesse mesmo ano, após um convite de uma treinadora, ela migrou para o atletismo.
Em 2021 participou da seletiva do Comitê Paralímpico Brasileiro, onde quebrou o recorde das Américas no lançamento de disco com a marca de 30,50m. Com este resultado, Julyana foi convocada para representar o Brasil nos Jogos Paralímpicos de Verão de 2020 em Tóquio.
Na disputa do lançamento de disco da classe F57, Julyana conquistou o bronze em Tóquio-2020 com uma marca de 30,49m, batendo seu próprio recorde e registrando um nova melhor marca das Américas nesta categoria.
Em 2023, a PRIO (antiga PetroRio), maior empresa independente de óleo e gás do Brasil, anunciou patrocínio a nove paratletas de diversas modalidades, dentre esses, Julyana.
Ainda em 2023 foi convocada para representar o Brasil nos Jogos Parapan-Americanos de 2023 em Santiago (Chile).  Durante a competição, Julyana conquistou duas medalhas de bronze, nas provas do lançamento de disco e arremesso de peso. 
Em 2024 foi convocada para representar o Brasil nos Jogos Paralímpicos de 2024 em Paris (França), sua segunda participação nos jogos. 

## Títulos
Jogos Paralímpicos
- Bronze: 2020 (Tóquio) - Lançamento de Disco classe T57

Jogos Parapan-Americanos
- Bronze: 2023 (Santiago) - Lançamento de Disco classe T57
- Bronze: 2023 (Santiago) - Arremesso de Peso classe T57